# چکاوک یقه‌دار
چکاوک یقه‌دار (نام علمی: Mirafra collaris) نام یک گونه از سرده جل‌ها است.